# Оренбургская детская железная дорога
Оренбургская детская железная дорога — детская узкоколейная железная дорога в Оренбурге с шириной колеи 750 мм и протяжённостью чуть более 5,8 километров. ДЖД проходит вдоль берега реки Урал.

## История
Решение о строительстве детской железной дороги в Чкалове было принято в 1953 году. В то время город Чкалов являлся центром Оренбургской железной дороги. Строительство началось 19 мая и было завершено ударными темпами за 68 дней. Официальное открытие Оренбургской ДЖД имени П.А. Кобозева состоялось 26 июля 1953 года. Поезд, состоящий из паровоза Кв4-017 и пяти 4-осных пассажирских вагонов дореволюционной постройки отправился в свой первый рейс. На линии ДЖД длиной пять километров имелось три станции и две платформы. На всех остановочных пунктах были возведены деревянные станционные постройки и высокие дощатые платформы. Несколько позже дорога была продлена на 800 м, а конечная станция перенесена. В 1957 году за ненадобностью была закрыта платформа Пляж. В 1958 году весь подвижной состав ДЖД был списан. Старые пассажирские вагоны разобрали и переоборудовали в грузовые платформы для хозяйственных нужд.

## Подвижной состав
|  |  |

В 1958 году на дорогу поступили тепловозы ТУ2-008 и ТУ2-083. В 1986 году на дорогу поступил тепловоз ТУ2-086, а позднее тепловоз ТУ2-083 был списан.
По состоянию на 2012 год тяговый подвижной состав был представлен тепловозами ТУ2-008 и ТУ2-086. Оба тепловоза в 1999 году прошли капитально-восстановительный ремонт в локомотивном депо Оренбург. В октябре 2013 года поставлен новый тепловоз ТУ10-021. Прицепной подвижной состав представлен пятью вагонами ПВ51.
Движение поездов на детской железной дороге осуществляется с начала июня до конца августа. В остальное время подвижной состав хранится под открытым небом на станции Дубки, не имеющей путевого развития.

## Путевое развитие
Первоначально путевое развитие имели четыре станции: Комсомольская, Пионерская, Дубки и Кировская. На станциях Пионерская и Дубки имелись разворотные треугольники. На первой из них имелась смотровая яма. Главная станция — Комсомольская, размещена в центре города. ДЖД связывает центр города и пригородную зону отдыха.
После перехода на тепловозную тягу был полностью снят разворотный треугольник на станции Дубки и частично — на станции Пионерская. Позже разворотные треугольники убрали полностью. На 2012 год были заменены полностью пути, шпалы железобетонные, имеются 5 стрелочных переводов. Станция Пионерская перенесена более чем на километр в сторону станции Дубки, смотровая яма на прежней станции заброшена.
Создание развязки на станции Пионерская для того, чтобы осуществлять движение уже не одного, а двух поездов (тепловозы ТУ2 и ТУ10).

## Станции
- Комсомольская
- Пионерская
- Дубки
- Кировская

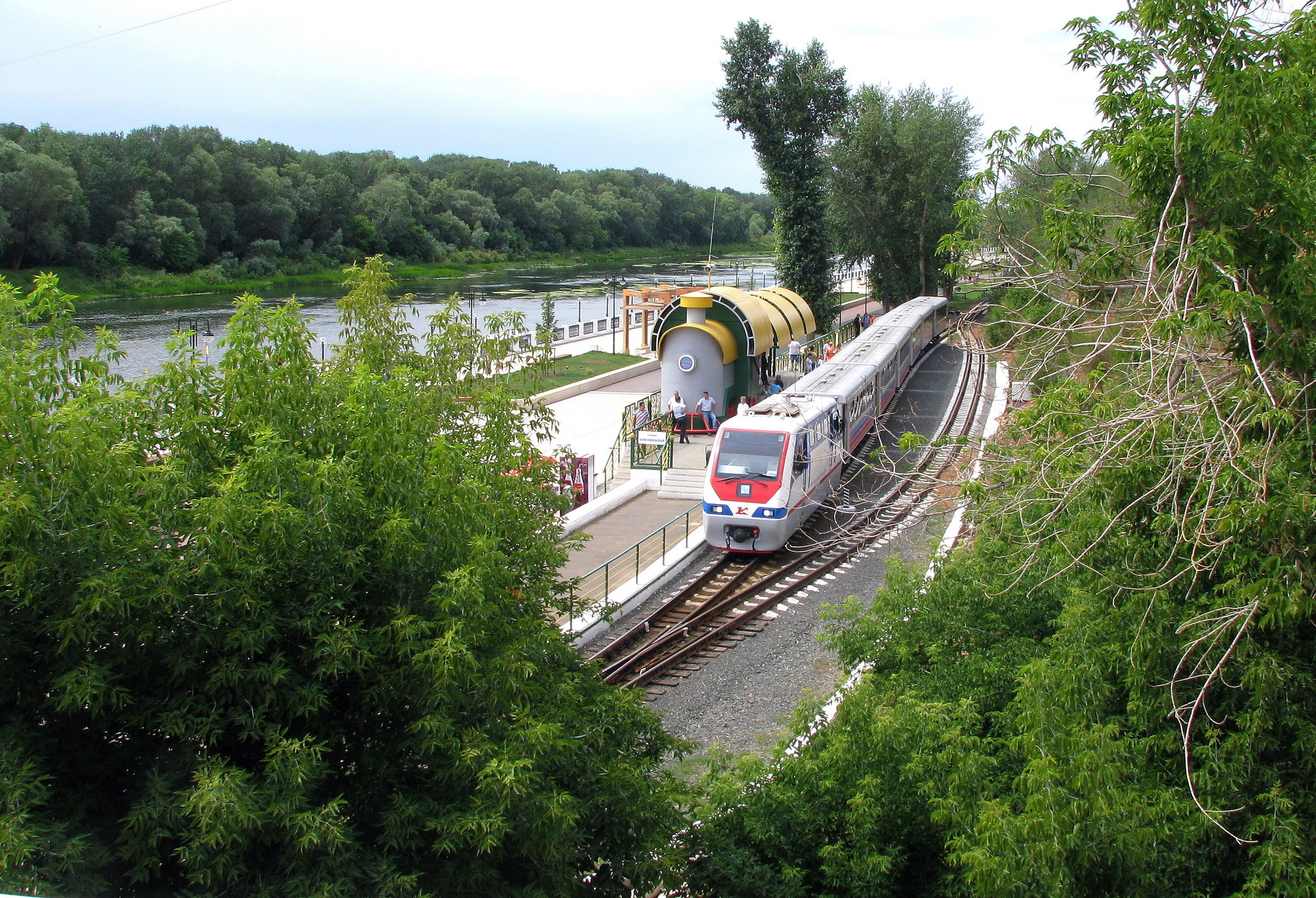
Станция Комсомольская

Станция Комсомольская находится в центре города возле пешеходного моста через реку Урал. Затем идёт Пионерская (остановка производится по просьбе пассажира), где есть несколько пляжей. Кировская, Дубки — детские оздоровительные лагеря.

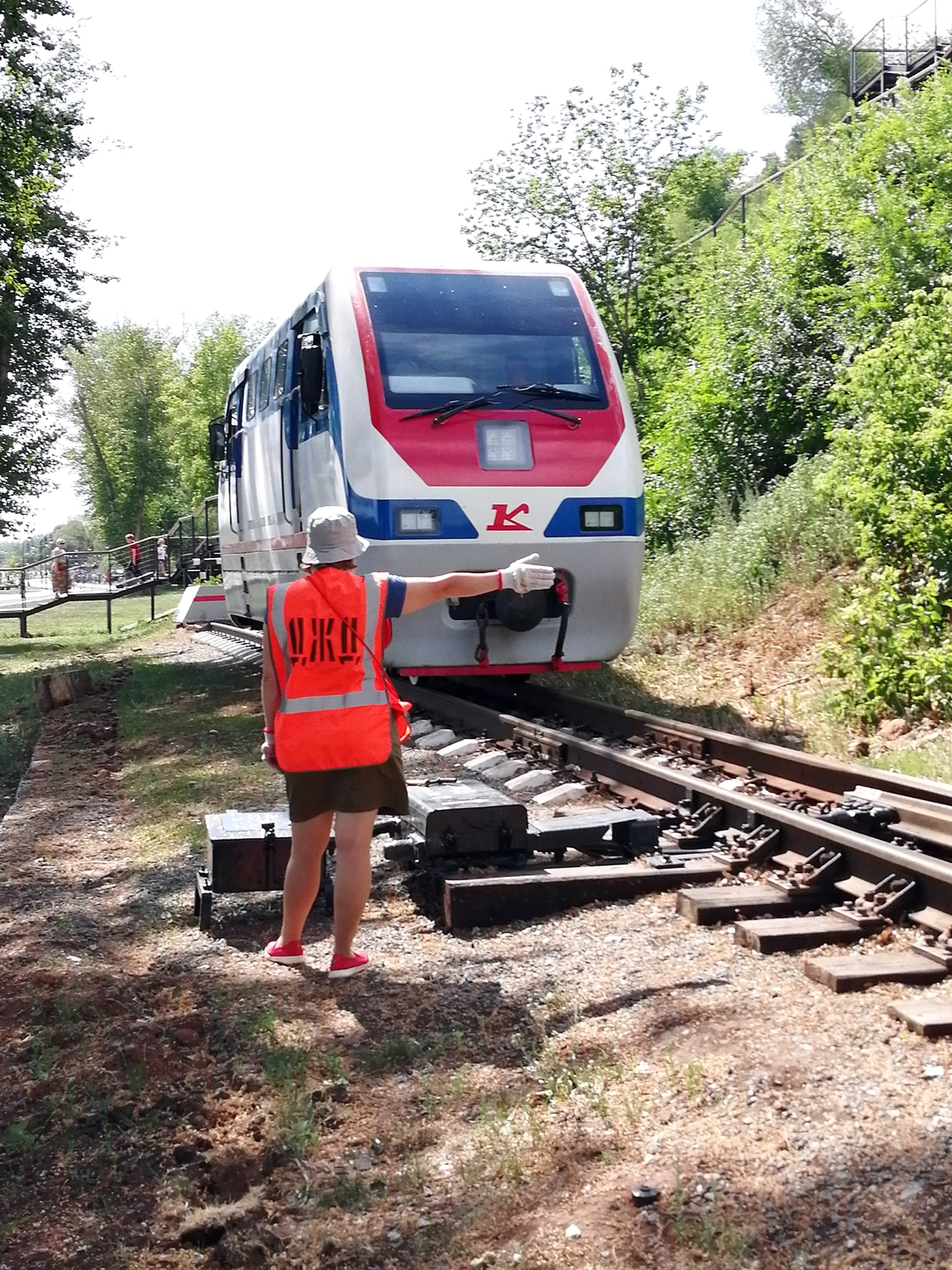
Школьница за работой стрелочника

## Обслуживание
Детская железная дорога полностью обслуживается школьниками под наблюдением преподавателя. Зимой школьники проходят теоретическое обучение. Изучают общий курс железных дорог и основы профессии: диктора, стрелочника, проводника, осмотрщика вагонов, машиниста и помощника машиниста локомотива. Практика проходит летом во время работы детских лагерей.